# گوزن‌موش ویلیامسون
گوزن‌موش ویلیامسون (نام علمی: Tragulus williamsoni) نام یک گونه از سرده گوزن‌موش‌ها است.